# Liste des parcs nationaux de Slovaquie
Il y a neuf parcs nationaux en Slovaquie:
| Nom                                 | Image | Nom slovaque                  | Localisation                                         | Fondation          | Superficie km² |
| ----------------------------------- | ----- | ----------------------------- | ---------------------------------------------------- | ------------------ | -------------- |
| Parc national Veľká Fatra           |       | Národný park Veľká Fatra      | Chaine de la Veľká Fatra (Grande Fatra)              | 2002 (1er avril)   | 403.71         |
| Parc national Malá Fatra            |       | Národný park Malá Fatra       | Chaine de la Malá Fatra (Petite Fatra)               | 1988 (1er avril)   | 226.3          |
| Parc national des Basses Tatras     |       | Národný park Nízke Tatry      | Basses Tatras                                        | 1978               | 728            |
| Parc national de Muránska planina   |       | Národný park Muránska planina | Muránska planina                                     | 1998 (27 mai)      | 203.18         |
| Parc national des Pieniny           |       | Pieninský národný park        | Chaine des Piénines                                  | 1967 (16 janvier)  | 37.5           |
| Parc national des Poloniny          |       | Národný park Poloniny         | Chaine des Bukovské vrchy                            | 1997 (1er octobre) | 298.05         |
| Parc national du karst de Slovaquie |       | Národný park Slovenský kras   | Karst Slovaque                                       | 2002 (1er mars)    | 346.11         |
| Parc national du Paradis Slovaque   |       | Národný park Slovenský raj    | Paradis Slovaque                                     | 1988 (18 janvier)  | 197.63         |
| Parc national des Tatras            |       | Tatranský národný park        | Hautes Tatras, Belianske Tatras, Tatras occidentales | 1949 (1er janvier) | 738            |